# Morariopsis grygieri
Morariopsis grygieri is een eenoogkreeftjessoort uit de familie van de Canthocamptidae. De wetenschappelijke naam van de soort is voor het eerst geldig gepubliceerd in 2010 door Karanovic & Abe.